# Historia de Cristo
Historia de Cristo es una obra de Giovanni Papini, en la que hace una descripción e interpretación de los distintos momentos y sucesos ocurridos durante la vida de Jesús de Nazaret. El autor se aleja del estilo biográfico e histórico tradicional, centrándose en la descripción del factor espiritual del personaje central del libro.
El libro, que fue publicado en 1921, marca el punto en que Papini sufre un giro religioso en su pensamiento. Además sería uno de sus mayores éxitos editoriales.